# Arne Müller
Arne Christoph Müller, född 28 april 1960 i Giessen i Tyskland, är en frilansjournalist och författare baserad i Umeå, som bland annat bevakar utvecklingen inom den svenska gruvindustrin ur ett miljöperspektiv.
Müller växte upp i Messaure vid Stora Lule älv i Jokkmokks kommun, dit föräldrarna – som var biologer – flyttat 1965. Familjen flyttade senare till Abisko, och Müller började gymnasiet i Kiruna innan flyttlasset gick till Umeå, där han bland annat studerade nationalekonomi vid Umeå universitet. I mitten av 1980-talet började Arne Müller arbeta som journalist på Västerbottens-Kuriren i Umeå, till en början som kriminalreporter. 1988 lämnade han Umeå för att arbeta på tidningen Offensiv i Stockholm, men återvände efter några år till Umeå och den nystartade TV-kanalen TV 4 Botnia. Åren 2001–2017 var Arne Müller anställds på Sveriges Television i Umeå, där han bland annat varit reporter, researcher och redaktör för Västerbottensnytt. Hösten 2017 slutade han på SvT och var en kort tid medarbetare på ETC Umeå, innan han helt övergick till frilansverksamhet.
I januari 2014 tilldelades Müller Västerbotten-Kurirens journalistpris till minne av Karin Hörnfeldt för reportageboken Smutsiga miljarder: den svenska gruvboomens baksida . År 2016 vann Müller tillsammans med fotografen Erland Segerstedt Föreningen Grävande journalisters pris Guldspaden i klassen Årets bok för boken Norrlandsparadoxen, enligt juryn ”för att med omfattande research ha visat hur gruv- och vindkraftbranschens luftiga kalkyler blir en paradox i glesa Norrlandskommuner”, 

## Publikationer
- Müller, Arne (2014). Smutsiga miljarder: den svenska gruvboomens baksida ([Ny, utök. uppl.]). Skellefteå: Ord & visor. Libris 14985040. ISBN 9789186621858
- Müller, Arne; Segerstedt Erland (2015). Norrlandsparadoxen: [en utvecklingsdröm med problem]. Skellefteå: Ord & visor. Libris 17561418. ISBN 9789187949111
- Müller, Arne; Segerstedt Erland (2017). Stockholm, städerna och resten. Ord & visor. Libris 20152012. ISBN 978-91-87949-59-3
- Müller, Arne (2019). Elbilen: och jakten på metallerna. Smutsiga miljarder. Ord&visor förlag. Libris 22682960. ISBN 9789187949869

## Priser och utmärkelser
- 2024: Johan Söderbergs pris, från Skytteanska samfundet.[3]